# Masse (Elektronik)
Als Masse (engl. ground, abgekürzt GND) bezeichnet man einen leitenden Körper, dem im Regelfall das Potential null zugeordnet wird, welches das Bezugspotential für alle Signal- und Betriebsspannungen darstellt.

Schaltplan mit „Masse“ als Bezugspotential

Im Prinzip kann jeder beliebige Knoten einer elektrischen Schaltung Masse sein und als Bezugspotential für die Festlegung aller Spannungen in diesem Netzwerk verwendet werden. Die Masse kann potentialfrei sein, wird aber je nach Erfordernis galvanisch (elektrisch direkt) über Schutzleiter mit dem elektrischen Potential des leitfähigen Erdreichs verbunden, was als Erdung bezeichnet wird.
Oft ist der elektrische Minuspol ( − ) der speisenden Spannung zugleich Masse. Der positive Pol der Speisespannung ( + ) sowie alle anderen elektrischen Spannungen und elektrischen Signale einer elektrischen Schaltung beziehen sich auf das Massepotential. Masse ist der gemeinsame Anschluss der meisten Bauelemente. Genauso gut kann der positive Pol der Speisespannung als Massepotential fungieren, die speisende Spannung (auf Masse hin gezählt) ist dann negativ; Beispiele sind weiter unten genannt. Auch bei Wechselstromschaltungen kann ein Massepotential bzw. -anschluss definiert sein, siehe Neutralleiter.

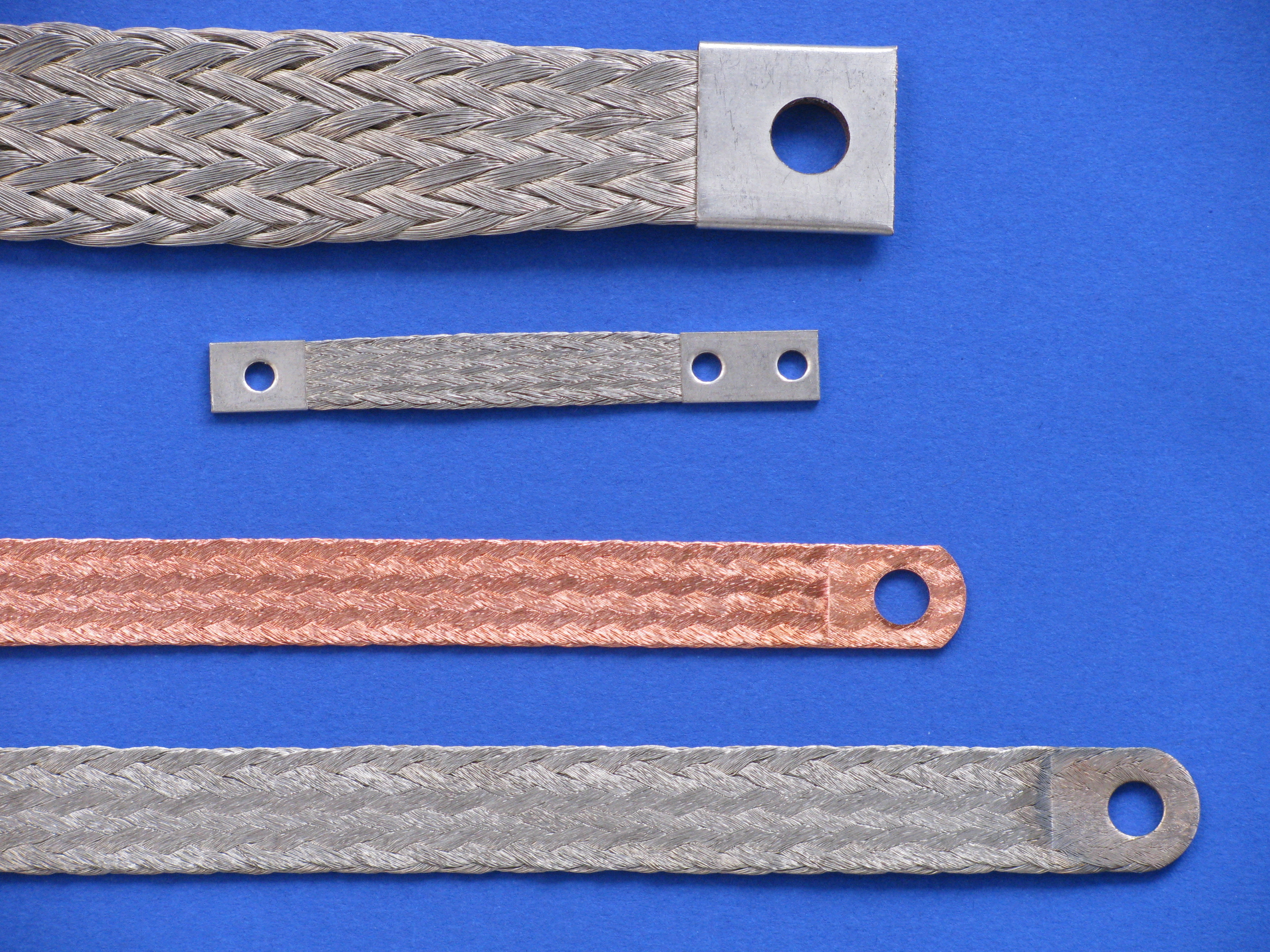
Massebänder mit pressgeschweißten Enden und verpressten Hülsen

In älteren Publikationen wird die Masse auch als Signalerde bezeichnet.

## Masseanschluss als Schutzmaßnahme
Elektrisch leitende Gehäuseteile und berührbare Teile elektrischer Einrichtungen mit gefährlichen Spannungen sind entweder mit Schutzleitern miteinander und der Erde (das Schutzleiternetz der Elektroinstallation oder ein Erder) verbunden oder sie sind durch eine Schutzisolierung sicher galvanisch vom Netz getrennt (vgl. Schutzklasse, siehe auch Schutzleiter).
Auch beim Blitzschutz werden relevante Metallteile in die Schutzmaßnahmen einbezogen, d. h. verbunden und geerdet.
Daraus ergibt sich, dass die Signalmasse von Geräten entweder mit dem Schutzleiter verbunden werden muss (z. B. Computer) oder die Geräte eine Stromversorgung besitzen, die sie sicher galvanisch vom Netz trennt (z. B. Audioverstärker).
Oft ist es nicht zweckmäßig, möglich oder erlaubt, Massepotentiale mehrfach direkt mit der Erde zu verbinden. Andernfalls könnten große Ausgleichs- oder Störströme fließen. Bei mehrfachen Verbindungen entstehen Erdschleifen. Siehe auch Betriebserdung.

## Beispiele
Beim Automobil und auch bei Motor- und Fahrrädern ist das Massepotential die Karosserie bzw. der Rahmen. Als leitfähiges Teil, welches sich über das gesamte Fahrzeug erstreckt, dient es zugleich als Rückleiter für das Bordnetz – zu jedem Verbraucher muss nur eine Leitung verlegt werden. Beim Automobil wird die Masse herstellerübergreifend mit „Klemme 31“ bezeichnet (siehe Klemmenbezeichnung) und ist mit dem Minuspol der Batterie verbunden. Historische Motorräder, z. B. die JAWA 354 hatten den Pluspol als Massepotenzial.
Fernmeldetechnische Anlagen wie das Telefonnetz haben aus historischen Gründen oft den Pluspol ihrer Stromversorgungen als Bezugspotential, dieser Pol ist auch geerdet. Die Speisespannung einer Fernmeldeanlage ist z. B. −48 V bzw. −60 V, gemessen gegen Erde.
Auch ältere Elektronikbaugruppen mit Germaniumtransistoren hatten oft den positiven Pol der Speisespannung als Masse. Grund war die vorrangige Verwendung von PNP-Transistoren, deren Emitteranschluss das positivste Potential führt. Heute benutzt man Siliziumtransistoren, die leichter als NPN-Typ zu fertigen sind – damit wurde der Minuspol zur Masse.
Auf Leiterplatten ist das Massepotential der umfangreichste Leiterzug, da daran die meisten Bauteile angeschlossen sind. Oft ist er auch als Fläche über die gesamte Leiterplatte ausgebreitet (Massefläche, Masseebene), um Potentialunterschiede und Störeinflüsse zu vermeiden.
Bei Audio- und Analogschaltungen werden jedoch die Massepunkte der Signal-Ein/Ausgänge sternförmig auf nur einem Knotenpunkt hin miteinander verbunden, – nur dieser Punkt ist das eigentliche Bezugspotential, alle anderen Orte der Masse können aufgrund von Spannungsabfällen infolge von hohen Strömen entlang der Leiterzüge andere Potentiale annehmen, wodurch Störsignale entstehen.
Bei Personal Computern ist das Massepotential zugleich Gehäuse- und Erdpotential.
Bei Hochfrequenzanlagen und -baugruppen ist das Massepotential immer mit dem Gehäuse verbunden. Auch bei Audioverstärkern ist das hilfreich, um Störeinstrahlungen zu vermeiden. In beiden Fällen kann es zu Problemen kommen, wenn diese Signalmasse an mehreren Stellen mit dem Erdpotential verbunden ist (siehe Brummschleife, auch Erdschleife). Gründe für solche Verbindungen sind der Blitzschutz sowie die Schutzmaßnahme Schutzerdung.
Abhilfe bieten bei Antennenanlagen Mantelstromfilter, bei Audioanlagen und im Labor Trenntransformatoren bzw. Trenn-Übertrager oder Differenzeingänge, die es gestatten, die Signalmasseverbindung zwischen Geräten zu unterbrechen.

## Symbole und Darstellung

Zeichen 02-15-04 nach DIN EN 60617-2 für Masse, Gehäuse

Zeichen 02-15-04 nach DIN EN 60617-2 für Masse, Gehäuse mit breiter Linie fürs Gehäuse, wenn keine Unklarheit besteht

Äquipotential

In der Schaltungstechnik (Schaltplan) werden aus Übersichtlichkeitsgründen die Punkte mit Massepotential meist nicht verbunden gezeichnet, sondern jeweils mit einem Massesymbol versehen, das wie ein Signalname später in der realen Baugruppe eine Verbindung symbolisiert.
International ist die Gestalt der Schaltzeichen für Masse in einer IEC-Norm festgelegt, die in deutscher Übersetzung als DIN EN 60617-2 vorliegt. Für das Zeichen nach 02-15-04 gilt, dass die Schraffur entfallen darf, wenn keine Unklarheit besteht. Die Linie, die das Gehäuse repräsentiert, muss dann breiter dargestellt werden.
Außen an Geräten sind häufig Schraubklemmen für zusätzliche Masseverbindungen angebracht. Das können zusätzliche Erdanschlüsse aus Sicherheitsgründen (Schutzleiteranschluss) oder separate Anschlüsse der Signalmasse bzw. der Gehäuse sein (Funktionserdung). Beide unterscheiden sich in den dazu angebrachten Symbolen sowie in den Leiterquerschnitten und -anforderungen.